# Bafodé Diakité
Bafodé Diakité (* 6. Januar 2001 in Toulouse) ist ein französischer Fußballspieler, der beim AFC Bournemouth unter Vertrag steht. Der Innenverteidiger war französischer Nachwuchsnationalspieler. Er besitzt auch die guineische Staatsbürgerschaft.

## Karriere

### Verein
Diakité stammt aus der Jugendabteilung des FC Toulouse und unterzeichnete dort am 27. Oktober 2018 seinen ersten professionellen Vertrag. Am 5. Dezember debütierte er beim 1:0-Auswärtssieg gegen Stade Reims für die erste Mannschaft der Téfécé. Daraufhin kam er häufiger in der Startformation zum Einsatz. Sein erstes Tor im Profifußball erzielte er am 6. Januar 2019 beim 4:1-Heimsieg gegen die OGC Nizza in der Coupe de France 2018/19. Mitte Februar wurde er wieder auf die Bank verdrängt und kam erst im letzten Ligaspiel der Saison 2018/19 zum Einsatz. Bei der 1:2-Auswärtsniederlage gegen den FCO Dijon traf er dann in seinem neunten Einsatz erstmals in der Liga.
In der nächsten Spielzeit 2019/20 stieg Diakité unter Trainer Alain Casanova zum Stammspieler beim FC Toulouse auf. Aufgrund von diversen Verletzungspausen bestritt er jedoch nur 16 Ligaspiele, in denen er einen Torerfolg verbuchen konnte. Des Weiteren musste er mit dem Verein den Abstieg in die Ligue 2 hinnehmen.
Im August 2022 wechselte der Franzose zum OSC Lille.
Nach drei Jahren wechselte er nach England zum AFC Bournemouth.

### Nationalmannschaft
Der in Toulouse geborene Bafodé Diakité besitzt sowohl die französische Staatsbürgerschaft als auch jene Guineas aufgrund seiner Abstammung, womit er für beide Nationalmannschaften spielberechtigt ist. Von Oktober 2016 bis März 2017 repräsentierte er die französische U16-Nationalmannschaft in acht Freundschaftsspielen. Danach war er bis Juni 2019 für die U18 im Einsatz und spielte im September und Oktober 2019 für die U19. Im Herbst 2020 wurde er einige Male für die U21-Nationalmannschaft nominiert, ohne dort zum Einsatz zu kommen; nachdem er zwischenzeitlich nicht mehr berücksichtigt worden war, debütierte er dort zwei Jahre später im September 2022. Im Sommer 2023 nahm er mit der Mannschaft an der U21-Europameisterschaft teil und bestritt dort bis zum Ausscheiden im Viertelfinale zwei Spiele.